# Сам Банкман-Фрийд
Самюъл Бенджамин Банкман-Фрийд (на английски: Samuel Benjamin Bankman-Fried) е американски бизнесмен и измамник.
Роден е на 5 март 1992 година в Станфорд в еврейско семейство на университетски преподаватели по право. През 2014 година завършва физика в Масачузетския технологичен институт, след което работи във финансовия сектор, през 2017 година основава компания за търговия с криптовалути, а през 2019 година борсата за криптовалути Еф Ти Екс, която скоро става една от най-големите в света. Към есента на 2022 година личното му състояние се оценява на 17,2 милиарда щатски долара, но малко по-късно FTX обявява фалит, а самият Банкман-Фрийд е арестуван. През март 2024 година той е осъден по 6 обвинения във финансови измами и други престъпления на 25 години затвор и конфискация в размер на 11 милиарда щатски долара.